# Pusiola sorghicolor
Pusiola sorghicolor là một loài bướm đêm thuộc phân họ Arctiinae, họ Erebidae.